# ديفيد مونرو
ديفيد مونرو (بالإنجليزية: David Monro)‏ هو طبيب وسياسي نيوزلندي، ولد في 27 مارس 1813 في إدنبرة في المملكة المتحدة، وتوفي في 15 فبراير 1877 في نيلسون في نيوزيلندا. انتخب عضو مجلس النواب النيوزيلندي.